# ابوالحسن اهوازی
ابوالحسن اهوازی احمد بن حسین، معروف به ابوالحسن اهوازی ریاضیدان و ستاره‌شناس ایرانی در قرن‌های ۴ و ۵ هجری قمری است. تاریخ تولد و وفات وی به طور دقیق مشخص نیست. فقط با توجه به نام آن احتمال داده می‌شود که از اهالی اهواز باشد. ابوریحان بیرونی درآثار خود از ابوالحسن نام برده است. کتابی با نام شرح المقاله العاشره من کتاب اقلیدس از آثار بجا مانده از ابوالحسن اهوازی است؛ که نسخه‌هایی از آن در کتابخانه‌های برلین پاریس و استانبول و همچنین کتابخانه دانشگاه تهران وجود دارد.